# Castell de Vilafamés
El castell i muralles de Vilafamés daten del segle xiv. El castell es troba en la part més elevada de la població, dominant el pla des d'una altura de 400 m. Al voltant del castell s'hi troba una reduïda vila vella. Destaca el fet que el poble és de color blanc mentre el castell és d'un color rogenc.
Encara que els fonaments del castell són d'època musulmana, i fins i tot més antics, presenta modificacions de molt diferents èpoques, les últimes d'aquestes de les guerres carlistes.
Conquerit per Jaume I el 1233, ha sofert diferents reformes al llarg de la seua història, i els seus vestigis més antics són del segle xiv, moment en què el mestre de l'orde de Montesa obliga els habitants de Vilafamés a reparar i reforçar les fortificacions del lloc.

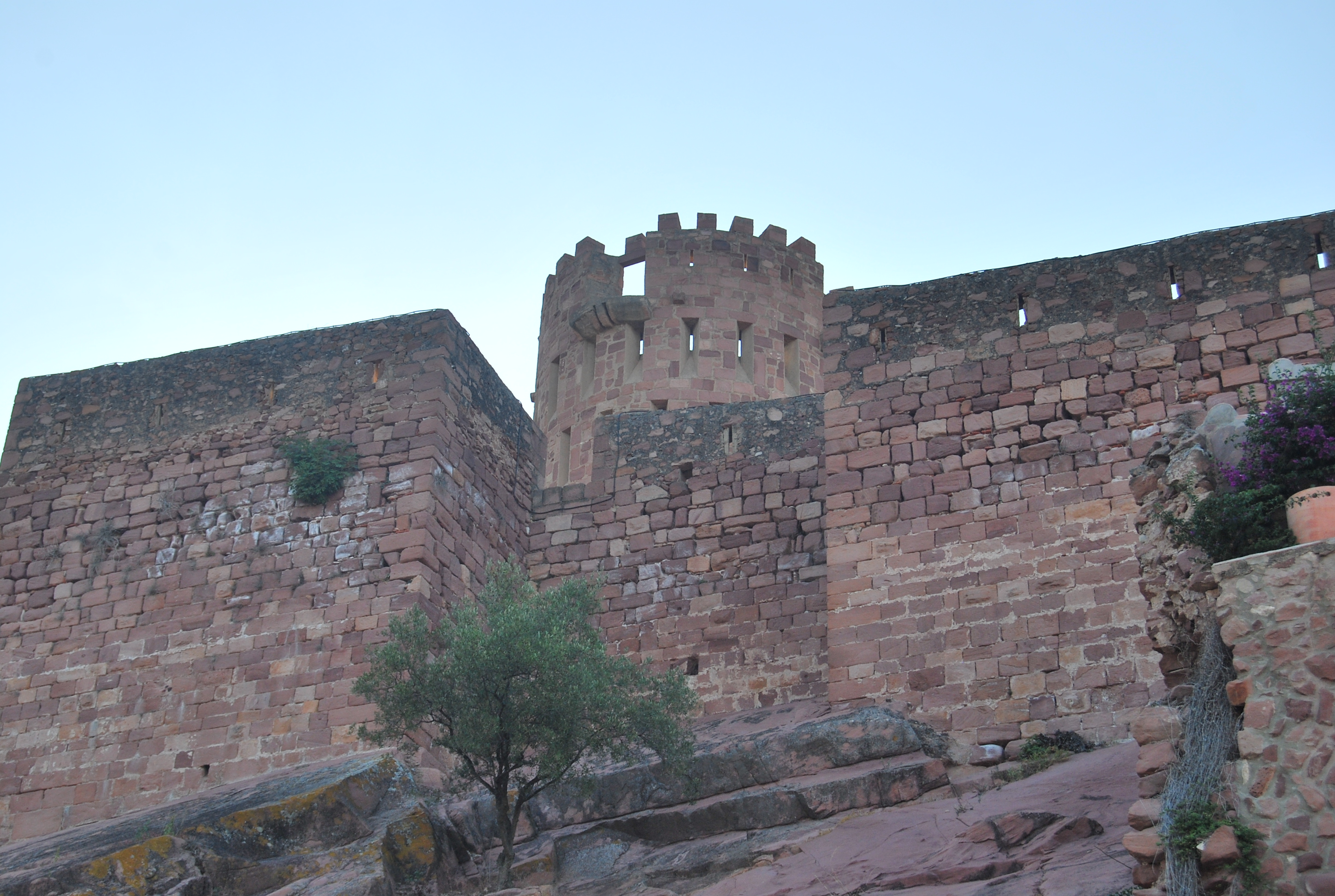
Muralla del castell
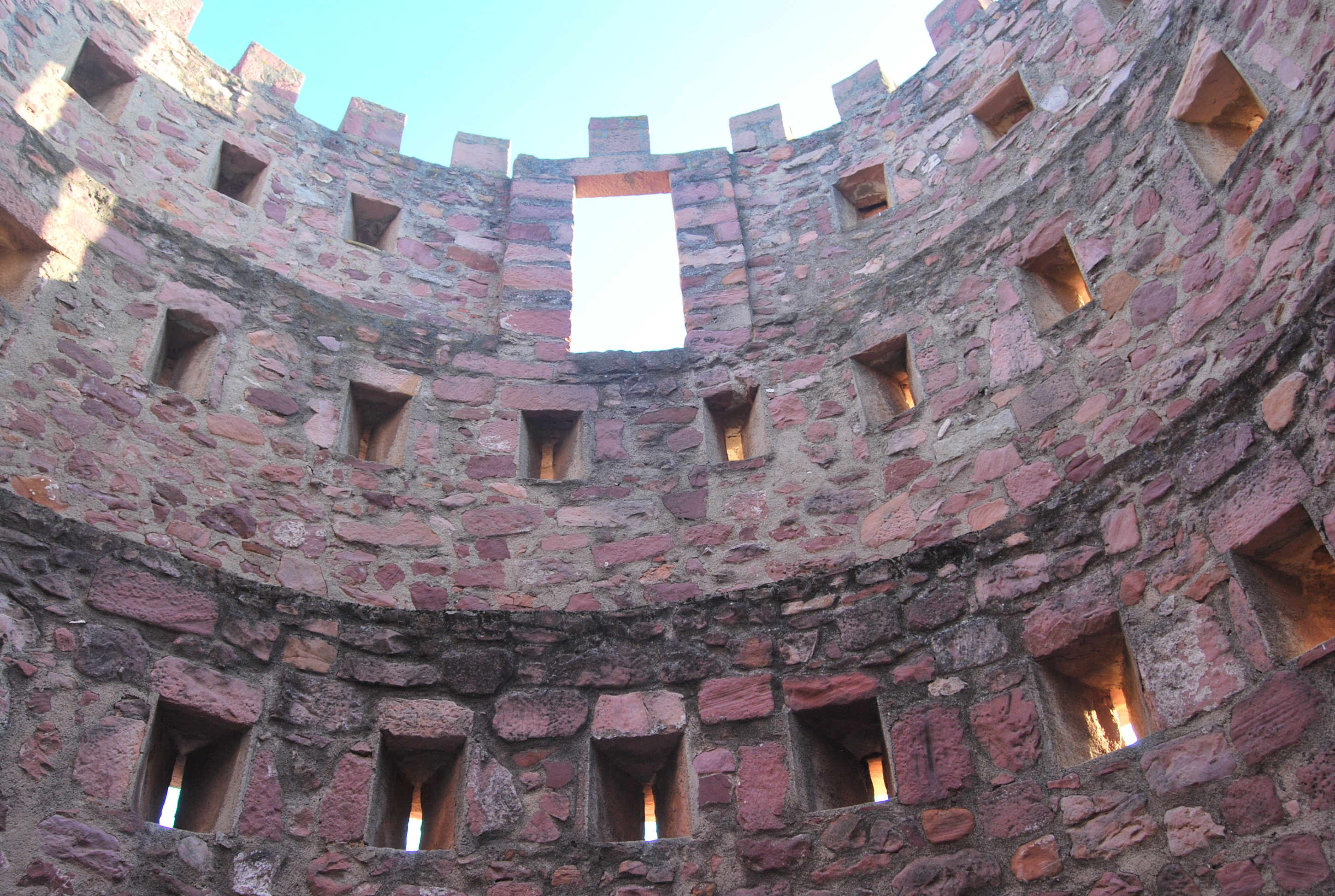
Interior torre emmerletada
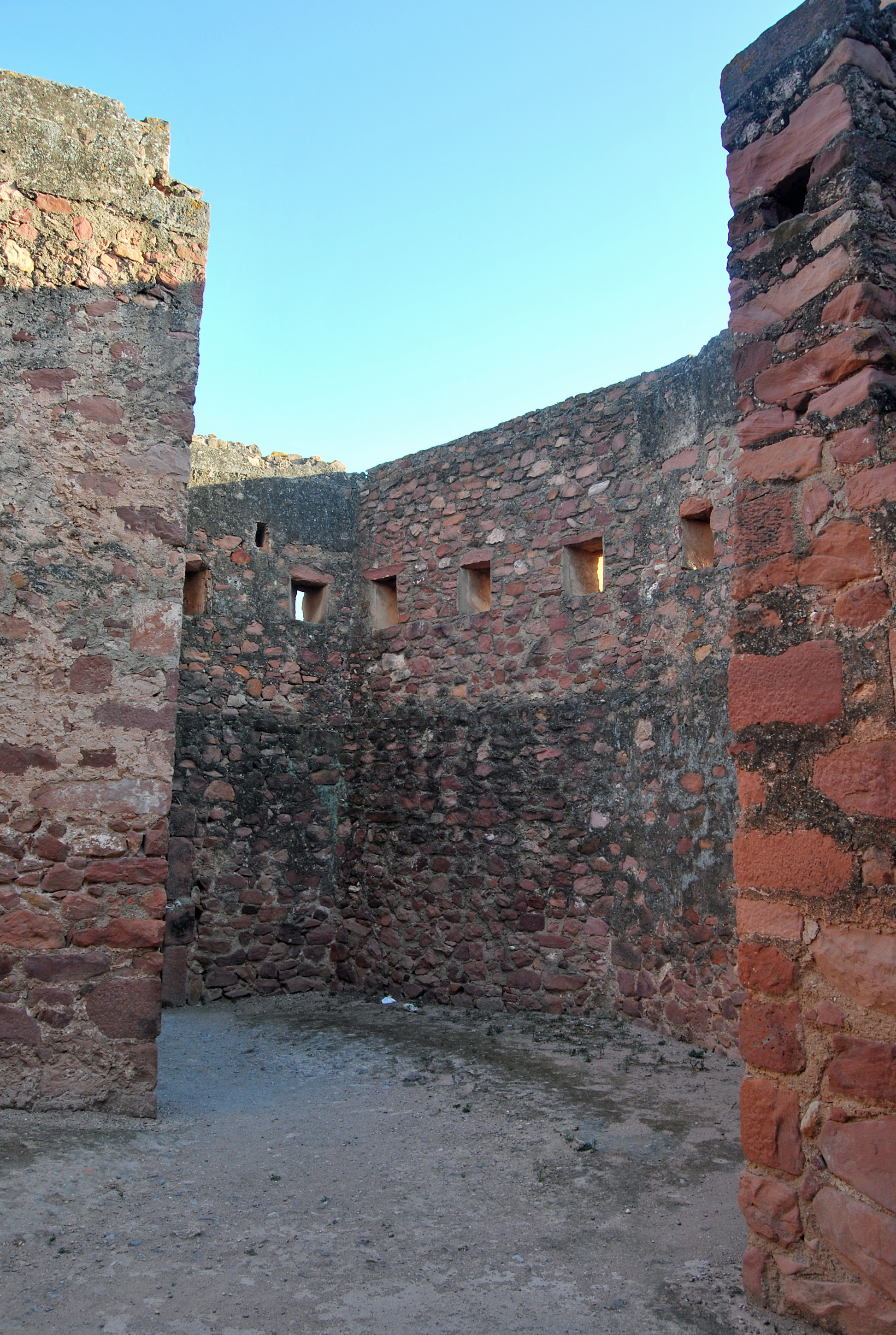
Muralla del castell per l'interior
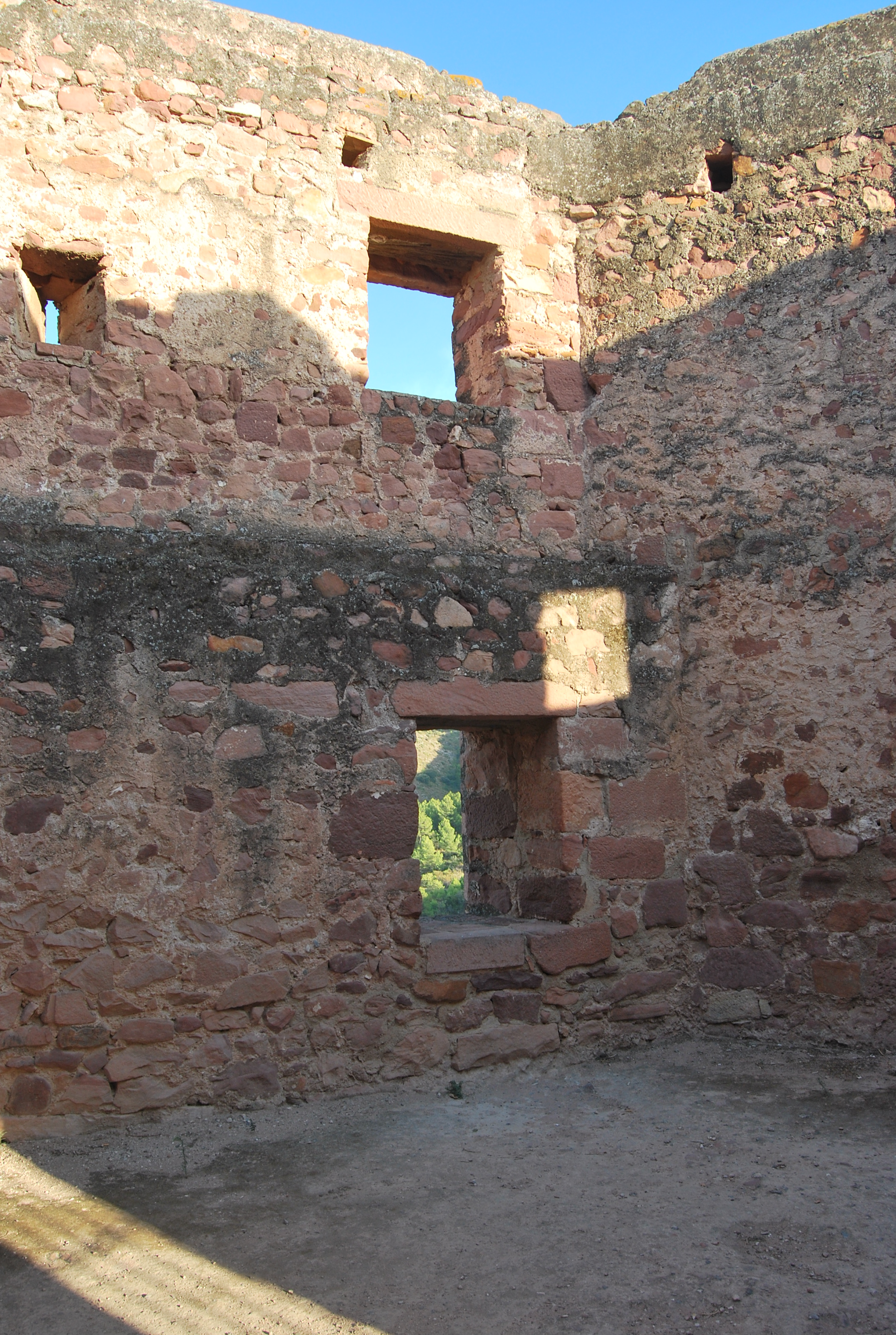
Interior del castell

Va sofrir importants atacs durant les guerres carlines, al segle xix, i es produí així mateix l'adaptació del sistema de fortificació a les noves tècniques de la guerra. N'és un bon exemple la torre central de planta circular, que pertany a aquell moment.
El castell conté muralles pràcticament completes, i dependències de caràcter palatí enfront de la torre de l'homenatge de planta circular, amb balcons que tenien matacans, i que en l'actualitat han estat transformats per una intervenció del segle xix en què s'hi van afegir les espitlleres. Davant de la torre, hi ha un espai rectangular a manera de pati en el qual es conserva una cisterna, que possiblement és l'únic vestigi de l'època musulmana.
En l'actualitat es troba restaurat, i conserva gran part de la seua estructura antiga. S'hi aprecien grans trams de muralles i dues torres característiques.

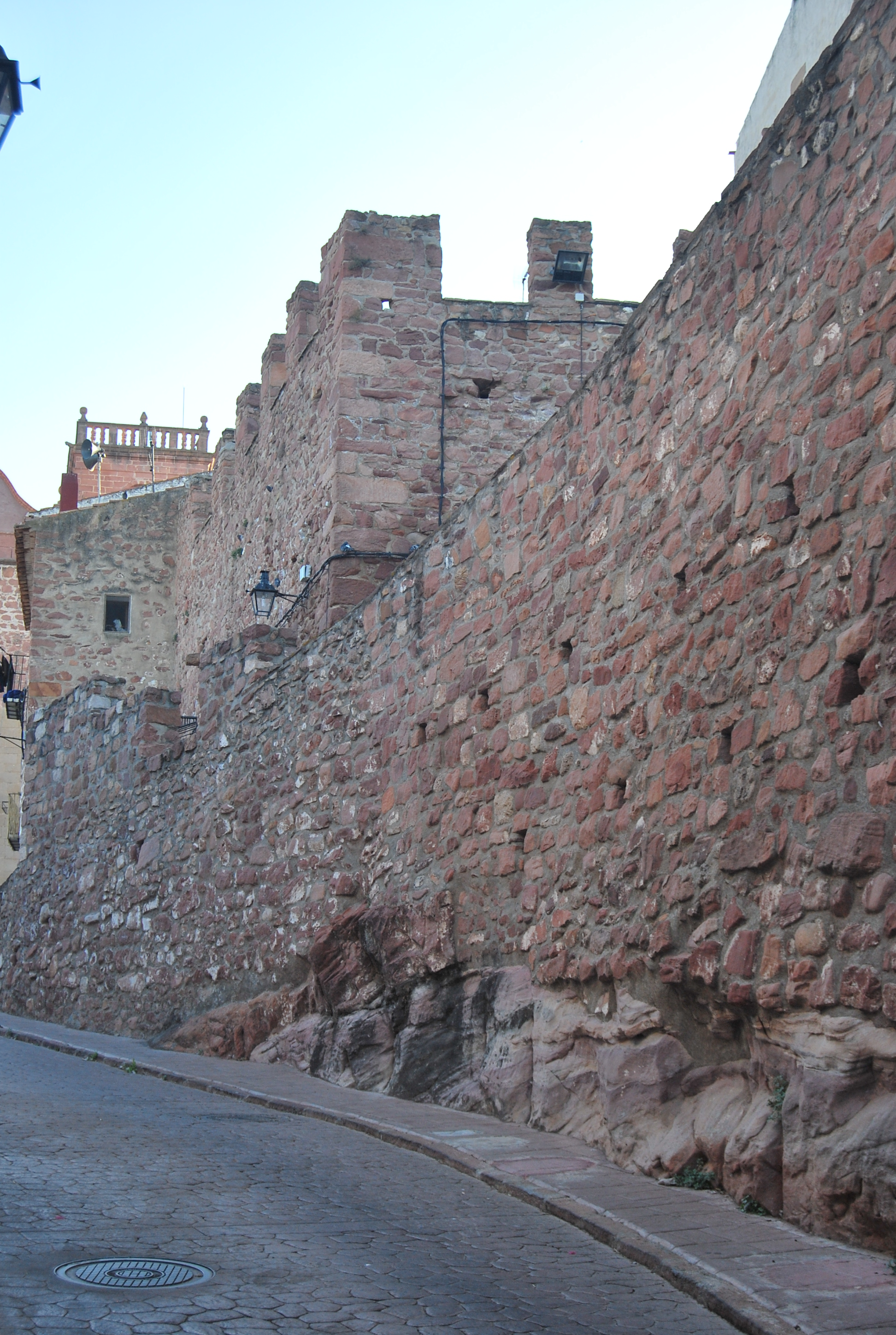
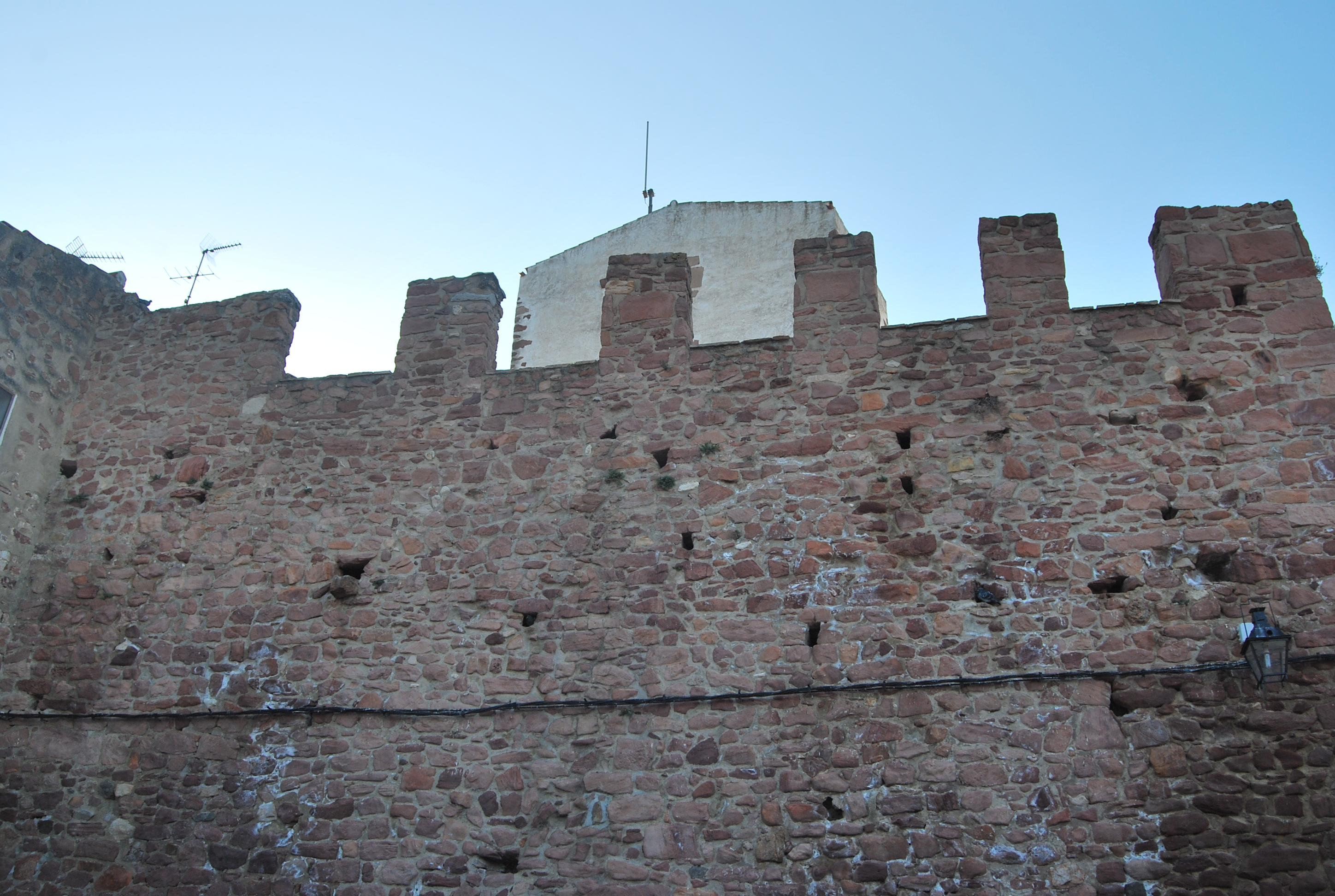
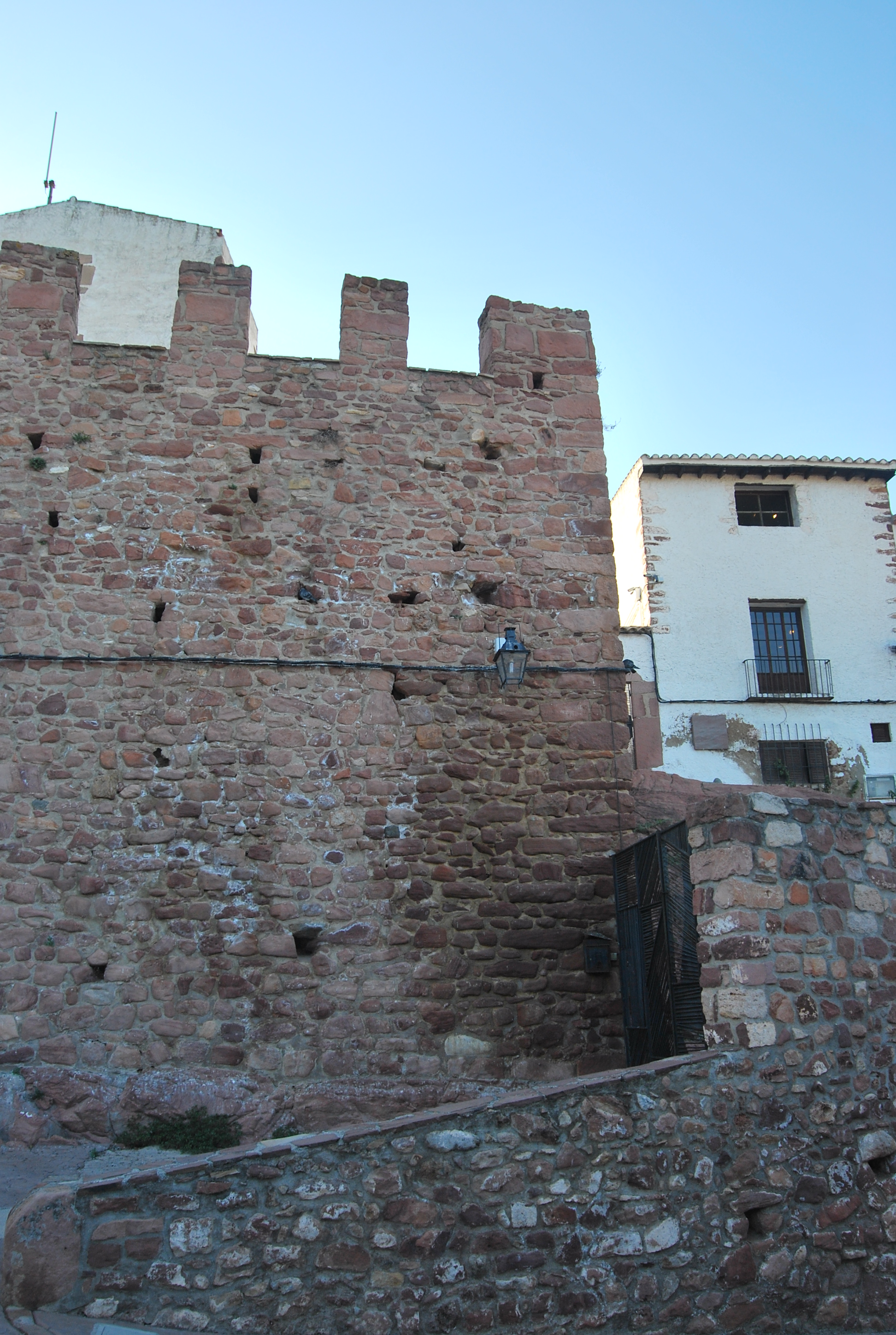